# Killing Them Softly
Killing Them Softly är en amerikansk "neo-noir" kriminalfilm från 2012, regisserad av Andrew Dominik. Huvudrollen spelas av Brad Pitt och är baserad på novellen Cogan's Trade av George V. Higgins från 1974. Den har fått positiva recensioner.

## Rollista (i urval)
- Brad Pitt – Jackie Cogan
- Scoot McNairy – Frankie
- Ben Mendelsohn – Russell
- James Gandolfini – Mickey
- Richard Jenkins – förare
- Vincent Curatola – Johnny "Squirrel" Amato
- Ray Liotta – Markie Trattman
- Trevor Long – Stevie Caprio